# Бракмон (коммуна)
Бракмон (фр. Bracquemont) — муниципалитет округа Дьеп во Франции, в регионе Верхняя Нормандия, департамент Приморская Сена.
Находится на расстоянии около 150 км северо-западнее Парижа и 60 км на север от Руана.
Соседние города и деревни: Belleville-sur-Mer, Grèges и Derchigny.

## Демография
| 1962 | 1968 | 1975 | 1982 | 1990 | 1999 | 2006 | 2007 |
| ---- | ---- | ---- | ---- | ---- | ---- | ---- | ---- |
| 495  | 550  | 658  | 786  | 821  | 830  | 909  | 906  |

## Известные уроженцы
- Пеке, Анри (1888—1974) — французский пилот, осуществивший первый в мире официальный полёт на биплане «Хамбер-Соммер» по доставке почты по воздуху, пионер авиапочты.